# Parma (Idaho)
Parma é uma cidade localizada no estado americano de Idaho, no Condado de Canyon.

## Demografia
Segundo o censo americano de 2000, a sua população era de 1771 habitantes.
Em 2006, foi estimada uma população de 1834, um aumento de 63 (3.6%).

## Geografia
De acordo com o United States Census Bureau tem uma área de
2,4 km², dos quais 2,4 km² cobertos por terra e 0,0 km² cobertos por água. Parma localiza-se a aproximadamente 680 m acima do nível do mar.

## Localidades na vizinhança
O diagrama seguinte representa as localidades num raio de 20 km ao redor de Parma.